# Campeonato da Europa de Atletismo de 2016 - Revezamento 4x400 m feminino
A prova dos 4 x 400 metros estafetas feminino do Campeonato da Europa de Atletismo de 2016 foi disputada entre os dias 9 e 10 de julho de 2016 no Estádio Olímpico de Amsterdã em Amesterdão, nos Países Baixos. 

## Recordes
Antes desta competição, os recordes mundiais e do campeonato nesta prova eram os seguintes:
|                       | Nome                                                               | Nacionalidade     | Tempo   | Local     | Data                 |
| --------------------- | ------------------------------------------------------------------ | ----------------- | ------- | --------- | -------------------- |
| Recorde mundial       | (Tatyana Ledovskaya, Olga Nazarova Mariya Pinigina, Olga Bryzgina) | União Soviética   | 3m15s17 | Seul      | 1 de outubro de 1988 |
| Recorde do campeonato | (Kirsten Emmelmann, Sabine Busch Petra Müller, Marita Koch)        | Alemanha Oriental | 3m16s87 | Estugarda | 31 de agosto de 1986 |
| Recorde europeu       | (Tatyana Ledovskaya, Olga Nazarova Mariya Pinigina, Olga Bryzgina) | União Soviética   | 3m15s17 | Seul      | 1 de outubro de 1988 |

## Medalhistas
| Ouro                                                                            | Prata                                                                     | Bronze                                                                                    |
| Reino Unido · Emily Diamond · Anyika Onuora · Eilidh Doyle · Seren Bundy-Davies | França · Phara Anacharsis · Brigitte Ntiamoah · Marie Gayot · Floria Guei | Itália · Maria Benedicta Chigbolu · Maria Enrica Spacca · Chiara Bazzoni · Libania Grenot |

## Cronograma
Todos os horários são locais (UTC+2).
| Data        | Hora  | Evento  |
| ----------- | ----- | ------- |
| 9 de julho  | 13:55 | Bateria |
| 10 de julho | 18:40 | Final   |

### Bateria
Qualificação: 3 atletas de cada bateria (Q) mais os 2 melhores qualificados (q). 
| Posição | Bateria | Nacionalidade | Atletas                                                                    | Tempo   | Notas                |
| ------- | ------- | ------------- | -------------------------------------------------------------------------- | ------- | -------------------- |
| 1       | 1       | Grã-Bretanha  | Eilidh Doyle Margaret Adeoye Kelly Massey Seren Bundy-Davies               | 3:26.42 | Q, EL                |
| 2       | 1       | Polónia       | Ewelina Ptak Martyna Dąbrowska Iga Baumgart Patrycja Wyciszkiewicz         | 3:27.72 | Q,                   |
| 3       | 2       | Ucrânia       | Yuliya Olishevska Olha Bibik Tetyana Melnyk Olha Zemlyak                   | 3:27.75 | Q                    |
| 4       | 2       | Alemanha      | Laura Müller Friederike Möhlenkamp Lara Hoffmann Ruth Spelmeyer            | 3:28.03 | Q,                   |
| 5       | 2       | França        | Marie Gayot Brigitte Ntiamoah Agnès Raharolahy Elea Marianna Diarra        | 3:28.38 | Q,                   |
| 6       | 2       | Roménia       | Adelina Pastor Anamaria Ioniță Sanda Belgyan Andrea Miklós                 | 3:29.08 | q,                   |
| 7       | 2       | Países Baixos | Nicky van Leuveren Lisanne de Witte Eva Hovenkamp Laura de Witte           | 3:29.18 | q,                   |
| 8       | 1       | Itália        | Maria Benedicta Chigbolu Maria Enrica Spacca Chiara Bazzoni Elena Bonfanti | 3:29.57 | Q,                   |
| 9       | 1       | Bielorrússia  | Alena Kievich Yulia Yurenia Katsiaryna Khairullina Ilona Usovich           | 3:31.23 | Recorde da temporada |
| 10      | 1       | Eslováquia    | Silvia Šalgovičová Alexandra Štuková Alexandra Bezeková Iveta Putálová     | 3:31.66 | Recorde nacional     |
| 10      | 2       | Grécia        | Ekaterini Dalaka Anna Vasiliou Despina Mourta Irini Vasiliou               | 3:31.66 | Recorde da temporada |
| 12      | 1       | Noruega       | Benedicte Hauge Sara Dorothea Jensen Ida Bakke Hansen Line Kloster         | 3:31.73 | Recorde nacional     |
| 13      | 1       | Portugal      | Rivinilda Mentai Filipa Martins Catia Azevedo Dorothe Evora                | 3:32.48 | Recorde da temporada |
| 14      | 2       | Espanha       | Laura Bueno Aauri Lorena Bokesa Bárbara Camblor Geraxane Ussia             | 3:33.57 | Recorde da temporada |
| 15      | 2       | Irlanda       | Sinead Denny Phil Healy Jenna Bromell Ciara McCallion                      | 3:34.02 | Recorde da temporada |
| 16      | 1       | Turquia       | Berfe Sancak Meryem Kasap Emel Şanlı Elif Yıldırım                         | 3:38.47 |                      |

### Final
| Posição           | Raia | Nacionalidade | Atletas                                                                    | Tempo   | Notas                |
| ----------------- | ---- | ------------- | -------------------------------------------------------------------------- | ------- | -------------------- |
| Medalha de ouro   | 5    | Grã-Bretanha  | Emily Diamond Anyika Onuora Eilidh Doyle Seren Bundy-Davies                | 3:25.05 | Melhor marca do ano  |
| Medalha de prata  | 8    | França        | Phara Anacharsis Brigitte Ntiamoah Marie Gayot Floria Guei                 | 3:25.96 | Recorde da temporada |
| Medalha de bronze | 7    | Itália        | Maria Benedicta Chigbolu Maria Enrica Spacca Chiara Bazzoni Libania Grenot | 3:27.49 | Recorde da temporada |
| 4                 | 3    | Polónia       | Ewelina Ptak Małgorzata Hołub Patrycja Wyciszkiewicz Justyna Święty        | 3:27.60 | Recorde da temporada |
| 5                 | 4    | Alemanha      | Laura Müller Friederike Möhlenkamp Lara Hoffmann Ruth Spelmeyer            | 3:27.60 | Recorde da temporada |
| 6                 | 6    | Ucrânia       | Yuliya Olishevska Olha Bibik Tetyana Melnyk Olha Zemlyak                   | 3:27.64 | Recorde da temporada |
| 7                 | 2    | Países Baixos | Laura de Witte Lisanne de Witte Eva Hovenkamp Nicky van Leuveren           | 3:29.23 |                      |
| 8                 | 1    | Roménia       | Adelina Pastor Anamaria Ioniță Sanda Belgyan Andrea Miklós                 | 3:30.63 |                      |

Legenda
| Recorde mundial       | Recorde mundial (World record)               |                       | Recorde africano                      | Recorde africano (African) |                                           | Q | Classificado por posição (Qualified) |
| Recorde do campeonato | Recorde do campeonato (Championship record)  | Recorde da América    | Recorde da América (Americas)         | q                          | Classificado por melhor tempo (Qualified) |   |                                      |
| Melhor marca do ano   | Melhor marca do ano (World leading)          | Recorde asiático      | Recorde asiático (Asian)              | DNS                        | Não largou (Did not start)                |   |                                      |
| Recorde nacional      | Recorde nacional (National record)           | Recorde europeu       | Recorde europeu (European)            | DNF                        | Não terminou (Did not finish)             |   |                                      |
| Recorde pessoal       | Recorde pessoal do atleta (Personal best)    | Recorde da Oceania    | Recorde da Oceania (Oceania)          | DSQ / DQ                   | Desclassificado (Disqualified)            |   |                                      |
| Recorde da temporada  | Recorde da temporada do atleta (Season best) | Recorde sul-americano | Recorde sul-americano (South America) | NM                         | Sem marca (No mark)                       |   |                                      |